# Sykia

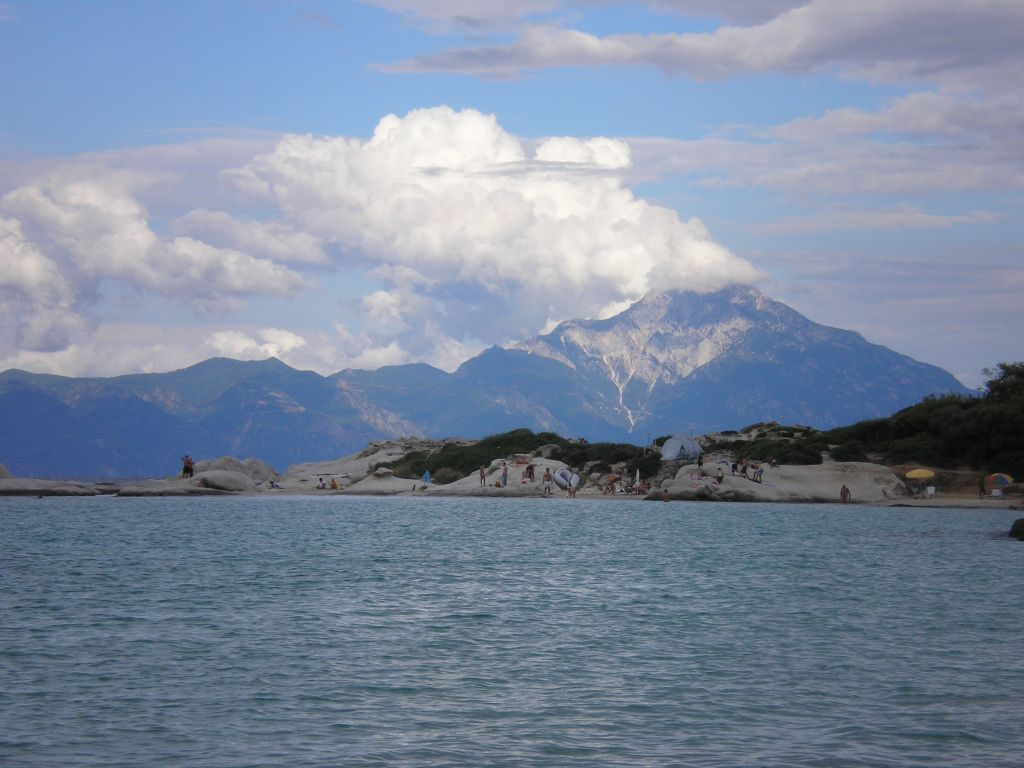
Blick auf den Berg Athos vom Kavourotrypes Strand, Gemeindebezirk Sykia.

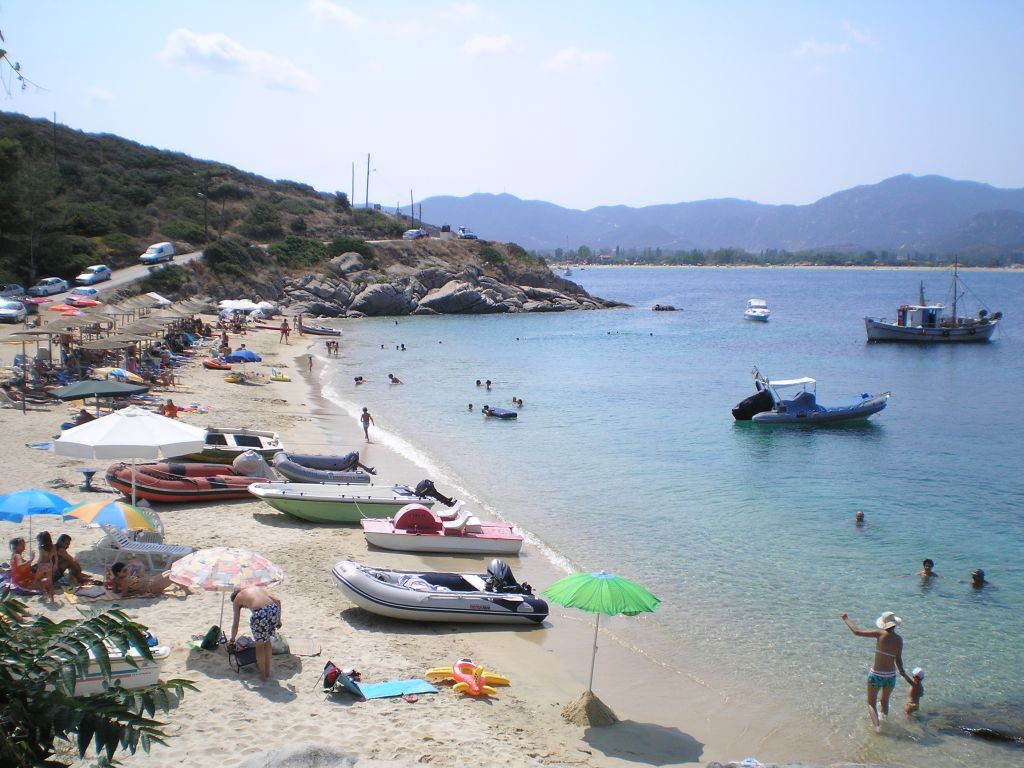
Strand Tourkolimano in der Nähe von Sykia.

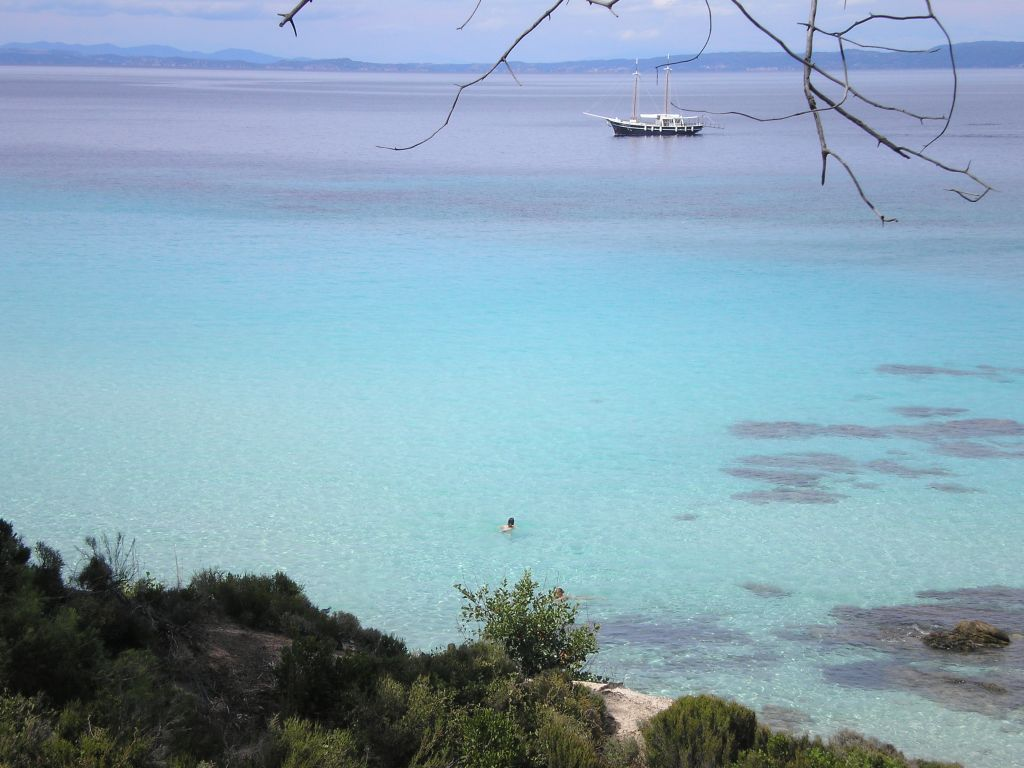
Kavourotrypes Strand, Sykia.

Sykia (griechisch Συκιά (f. sg.), [si'kja], auch Sikia) ist eine Kleinstadt ca. 160–170 km südöstlich von Thessaloniki auf der Halbinsel Chalkidiki in der griechischen Region Zentralmakedonien. Der Ort selbst hatte 2011 1.903 Einwohner; zusammen mit Toroni und einigen anderen Dörfern und Weilern bildet es den Stadtbezirk Sykia mit 2397 Einwohnern.
Sykia liegt an der Südostspitze der Halbinsel Sithonia (mittlerer Finger der Chalkidiki) an einer Bucht, welche ebenfalls den Namen Sykia trägt. Das Dorf Sykia selbst liegt ca. 2,5 km vom Meer entfernt landeinwärts an den Abhängen des von Norden nach Süden verlaufenden Bergrückens von Sithonia. Die Ringstraße um Sithonia herum passiert daher auch nicht das Dorf, sondern verläuft in ca. 1,5 km Entfernung in Richtung Meer von Sarti im Norden Sykias nach Porto Koufo bzw. Toroni im Westen Sykias bzw. Sithonias.

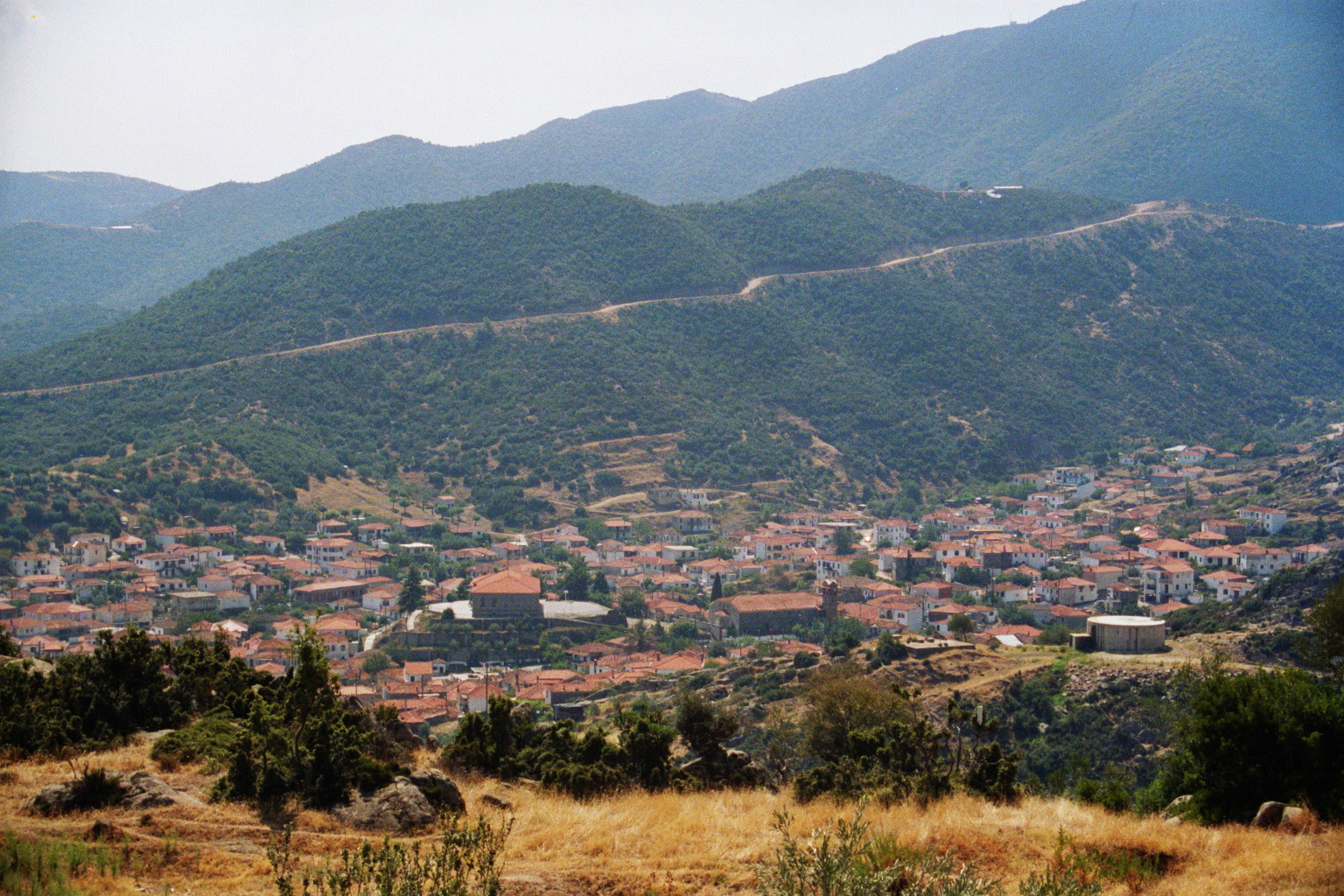
Bergdorf Sykia
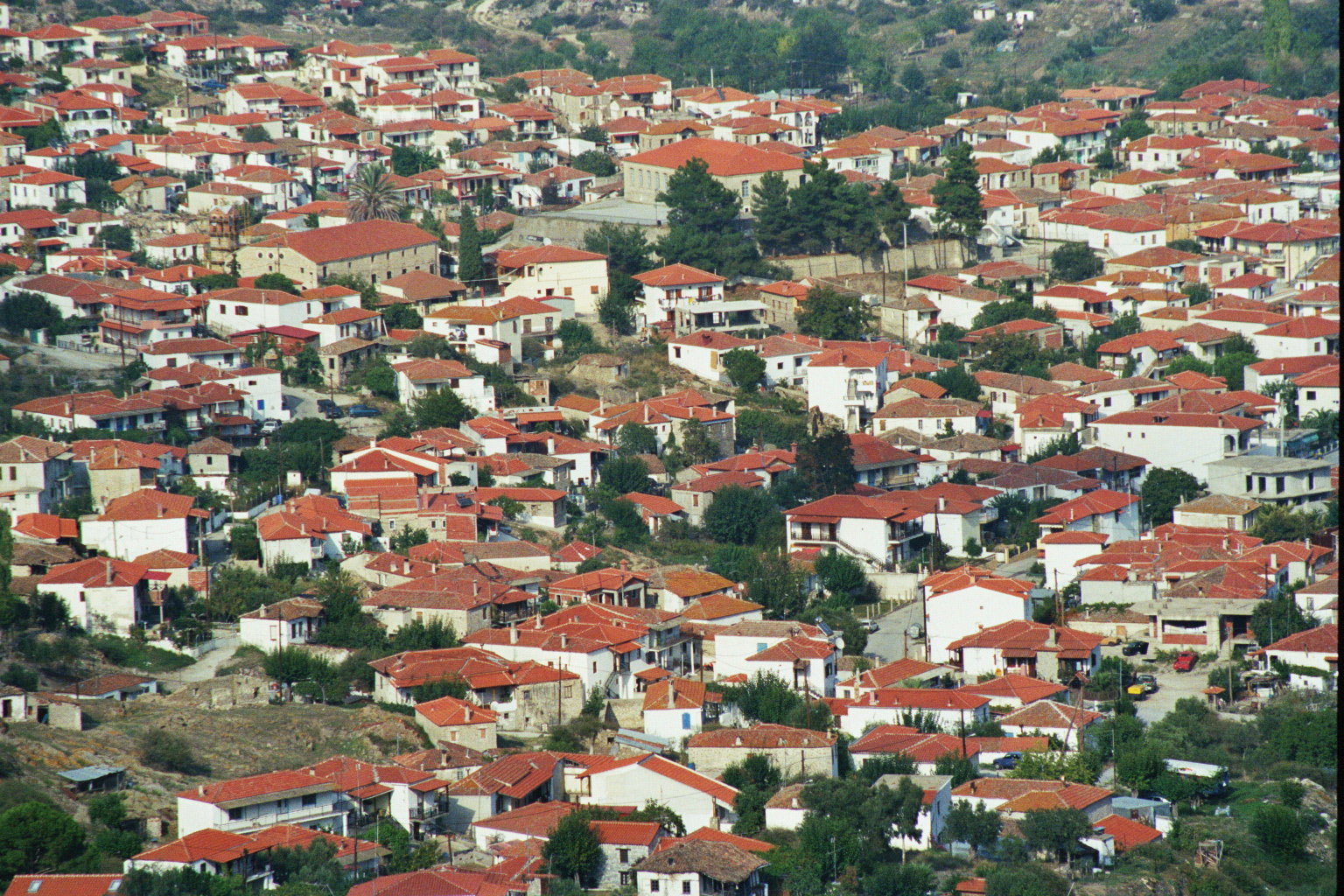
Ansicht von Sykia
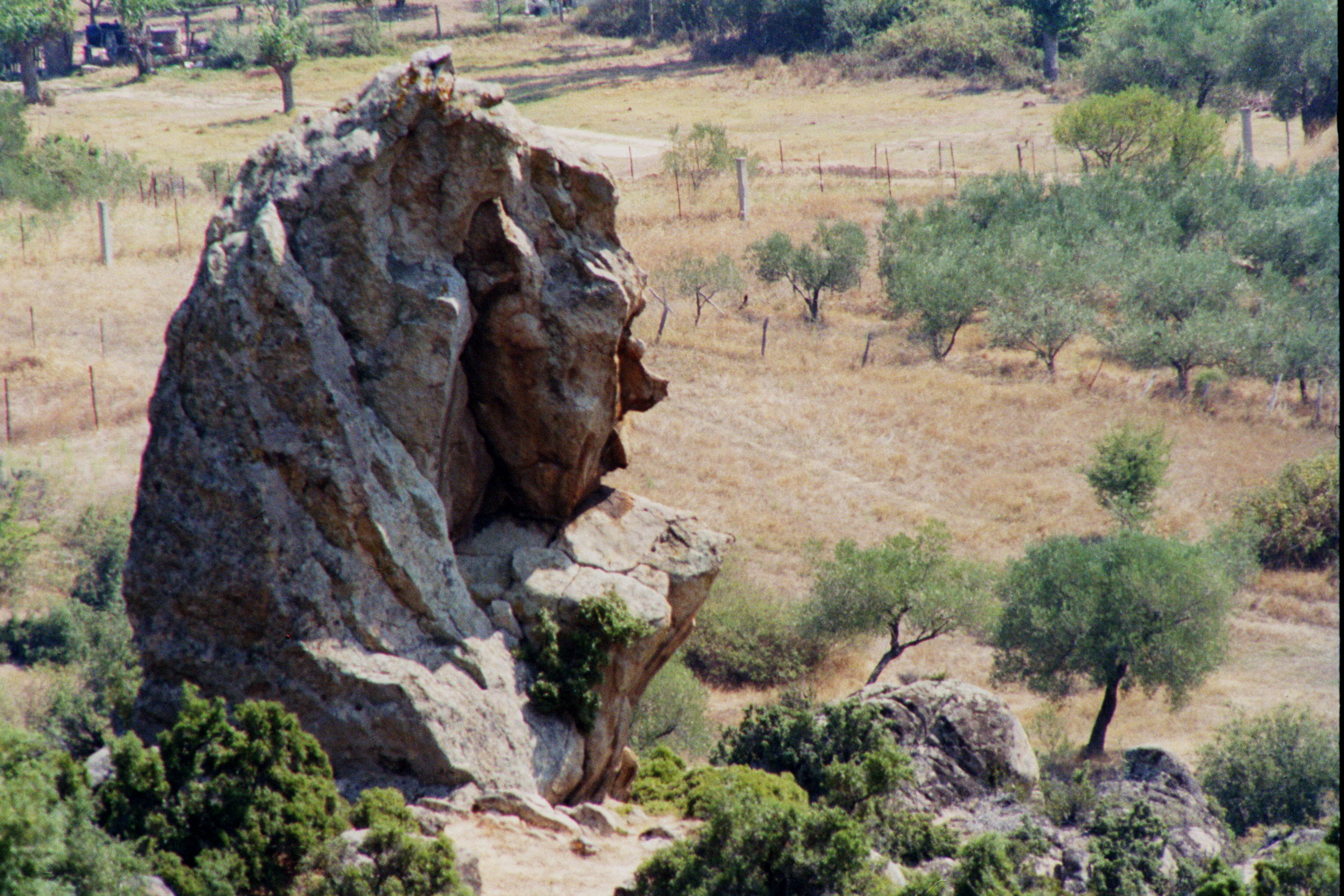
Die Sphinx bei Sykia, ein natürlicher Felsen

Sykias erste Erwähnung in schriftlichen Quellen datiert auf das 14. Jahrhundert. In Aufzeichnung der Klöster von Athos wird als Ortschaft Longos erwähnt. Dieser Name ist zugleich eine alternative Bezeichnung für die gesamte Halbinsel Sithonia. Der Zeitpunkt und Grund der Namensänderung von Longos nach Sykia ist nicht bekannt. Eine Annahme basiert auf der Bezeichnung Schatten des Athos, wobei das griechische Wort für Schatten (griechisch σκιά, [skiá]) namensgebend gewesen sein soll. Die zweite Annahme beschreibt eine Ableitung des Namens Sykia aus der antiken Siedlung Singos (griechisch Σίγγος, ['sigos]). Der Name soll über die Bezeichnung Sigiá (griechisch Σιγγιά, [si'gja]) zum heutigen Namen geändert worden sein. Die dritte Annahme beschreibt die Übernahme des Namens Sykia aus der Beobachtung heraus, dass ein großer Feigenbaum (griechisch Συκιά, [si'kja], Sykia) in der Nähe der Ortschaft gestanden haben soll. Der zweiten Annahme steht entgegen, dass die Überreste der antiken Siedlung Singos im Gebiet des Ortes Agios Nikolaos vermutet werden.
Das Gebiet von Sykia war in der Antike einer der möglichen Standorte der antiken Siedlung Sarte, einer Abspaltung der Stadt Toroni. Diese Annahme ist aber in der Literatur nicht unumstritten. Auf einem Hügel in der Nähe von Sykia befinden sich Mauerreste, welche möglicherweise antiken Ursprungs sind. Eine systematische Untersuchung mit nachfolgender Bestätigung oder Widerruf dieser Annahme hat bisher nicht stattgefunden.
Bis zur Eroberung der Halbinsel Sithonia durch das osmanische Reich gehörte das Gebiet der heutigen Ortschaft Sykia als sogenannte Metochi den Klöstern des Athos, vor allem dem größten und bedeutendsten Kloster Megisti Lavra. Es war Bestandteil des byzantinischen Reichs. Auch nach der Eroberung durch die Osmanen änderte sich an der „engen“ Bindung zwischen dem Dorf Sykia und den Klöstern auf Athos nichts. Die Serdarides, die Mitglieder einer Polizeitruppe auf Athos, stammten vorwiegend aus Sykia.
1821 begannen im Rahmen des griechischen Unabhängigkeitskrieges die Kämpfe auf der Chalkidiki mit dem späteren Vormarsch bis vor Thessaloniki in Sykia. Die bewaffnete Rebellengruppe konnte anfangs gegen die osmanischen Besatzungsstreitkräfte einige Erfolge erzielen und entzog Sithonia und die westliche Chalkidiki einschließlich Kassandra der osmanischen Kontrolle. Bei der Ortschaft Vasilika südöstlich vor Thessaloniki im Anthemous-Tal wurden die Aufständischen von osmanischen Besatzungstruppen entscheidend geschlagen und mussten sich anschließend nach Kassandra zurückziehen. Der dortige noch verbleibende Widerstand wurde bis Ende 1821 durch die osmanischen Truppen gebrochen. Ende November 1821 kapitulierte – wohl als letztes Dorf auf der Chalkidiki – auch Sykia vor den osmanischen Truppen; damit war die Chalkidiki wieder vollständig unter osmanische Kontrolle gebracht. Sykia wurde anschließend von den osmanischen Truppen zerstört. Vor der Zerstörung konnten Bewohner von Sykia über das Meer nach Skopelos und Atalandi in Viotia fliehen.
Trotz dieser Erfahrungen begann der Aufstand unter Tsamis Karatasios gegen die osmanische Besatzungsmacht 1854 erneut in Sykia. Wiederum führte der Aufstand nicht zu einem bleibenden Erfolg und wurde im Verlaufe des Jahres niedergeschlagen. 1912 beteiligten sich die Einwohner Sykias im Rahmen des ersten Balkankriegs an den Kämpfen gegen die osmanische Besatzungsmacht. Im selben Jahr endete auch die osmanische Herrschaft und Sykia wurde mit der restlichen Chalkidiki Bestandteil des Königreichs Griechenland.
Im April 1941 besetzten deutsche Truppen im Rahmen der Unternehmen Marita Sykia und verbleiben dort bis in den Herbst 1944, als sich die Wehrmacht auf Griechenland zurückzieht. Inwieweit Sykia Schauplatz des griechischen Bürgerkrieges zwischen 1946 und 1949 war, ist nicht bekannt.
Ein entscheidender Entwicklungsschub erfolgte durch den Anschluss an das asphaltierte Straßennetz der Chalkidiki in den 1960er Jahren.
Die Einwohner von Sykia beschäftigen sich vorwiegend mit der Landwirtschaft und Fischerei. Hierzu wird die Ebene vom Dorf am Berghang bis zum Meer ackerbaulich bewirtschaftet. Auch die Ziegenwirtschaft spielt eine große Rolle. Im Gegensatz zur nördlichen Nachbarortschaft Sarti ist Sykia in touristischer Hinsicht noch von untergeordneter Bedeutung.
Sykia wurde 1997 im Rahmen der griechischen kommunalen Verwaltungsreform mit den Nachbarortschaften Toroni und Sarti zur Gemeinde (Dimos) Toroni zusammengefasst. Obwohl Sykia mit Abstand die größte der drei Ortschaften ist, wurde offensichtlich mit Rückgriff auf die historische Bedeutung der Name der kleinen, aber in der Antike sehr bedeutenden Ortschaft Toroni für die Gemeinde gewählt. Der Sitz der Gemeinde Toroni befand sich allerdings in Sykia. 2010 ging Sykia zusammen mit der Gemeinde Toroni in der Gemeinde Sithonia auf.